# Leszek Kubicki

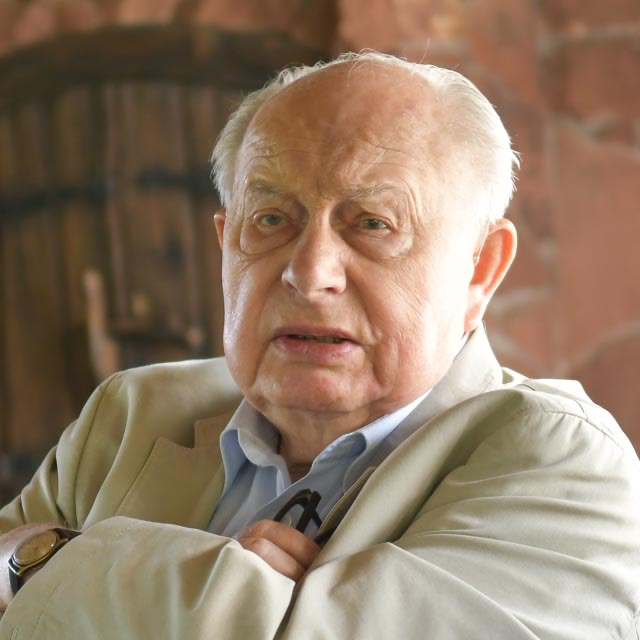
Leszek Kubicki, 2021

Leszek Mariusz Kubicki (* 19. Mai 1930 in Pruszków) ist ein polnischer Jurist, Professor der Rechtswissenschaften, Richter a. D., ehemaliger Chefredakteur der Zeitschrift Państwo i Prawo („Der Staat und  das Recht“), ehemaliger Justizminister und Generalstaatsanwalt der Republik Polen (1996–1997).

## Leben
Er ist der Sohn von Mieczysław Kubicki und seiner Ehefrau Henryka Kubicka geb. Bieńkowska. Seine Eltern waren Lehrer und arbeiteten in Dorfschulen in der Warschauer Umgebung.
Er war lange Zeit Mitarbeiter von Professor Jerzy Sawicki an der Universität Warschau. 1952 schloss Kubicki sein Studium ab. Im Jahr 1960 verteidigte er seine Dissertation im Bereich Strafrecht an der Universität Warschau. Im Jahr 1975 verteidigte er seine Habilitation in der Polnischen Akademie der Wissenschaften (PAN).
Von 1956 bis 1990 war Kubicki Mitglied der PZPR.
Von 1981 bis 2012 war er Chefredakteur der Zeitschrift Państwo i Prawo. Zweimal war Leszek Kubicki als Mitglied des Landesrates für Gerichtswesen tätig. Zuerst als Vertreter des Präsidenten Wojciech Jaruzelski (1990) und später als Justizminister der Republik Polen (1996–1997). Von 1990 bis 1999 diente er als Richter des Obersten Gerichts der Republik Polen. Von 1996 bis 1997 war er Justizminister und Generalstaatsanwalt der Republik Polen in der sozialdemokratischen Regierung von Ministerpräsident Włodzimierz Cimoszewicz.
Im Jahr 2000 wurde Kubicki durch den damaligen Präsidenten Aleksander Kwaśniewski zum Professor der Rechtswissenschaften ernannt.
Von 2001 bis 2018 war er als Hochschullehrer an der Koźmiński-Akademie in Warschau tätig. Leszek Kubicki ist der ehemalige Sekretär des Ordenskapitels des Ordens Polonia Restituta, wo er nach Nominierung durch den Präsidenten Aleksander Kwaśniewski von 2003 bis 2008 aktiv war.
Er ist der Neffe des polnischen Politikers und Auschwitz-Überlebenden Marian Kubicki.

## Auszeichnungen
- 2011: Ehrendoktor der Universität Breslau[1]